# Blut und Sand (1922)
Blut und Sand ist ein US-amerikanischer Stummfilm des Regisseurs Fred Niblo aus dem Jahr 1922. Die Hauptrolle spielt Rudolph Valentino. Der Film entstand nach dem Roman Sangre y arena des Schriftstellers Vicente Blasco Ibáñez.

## Handlung
Juan Gallardo, ein in Armut geborener Dorfjunge, wächst zu einem der größten Matadore Spaniens heran. Er heiratet eine Freundin aus seiner Kindheit, die schöne und tugendhafte Carmen, doch nachdem er Ruhm und Reichtum erlangt hat, fühlt er sich zu Doña Sol hingezogen, einer wohlhabenden, verführerischen Witwe.
Sie beginnen eine heiße Affäre mit sadomasochistischen Untertönen, aber Juan, der sich wegen seines Verrats an Carmen schuldig fühlt, versucht, sich von Doña Sol zu befreien. Wütend darüber, zurückgewiesen zu werden, stellt sie ihre Affäre vor Carmen und Juans Mutter bloß, was seine Ehe zu zerstören scheint. Immer unglücklicher und ausschweifender werdend, wird Juan in der Arena rücksichtslos. Er wird schließlich bei einem Stierkampf getötet, schafft es aber, sich mit Carmen zu versöhnen, kurz bevor er stirbt.
Es gibt auch eine Nebenhandlung, in die der örtliche Gesetzlose Plumitas verwickelt ist, dessen Karriere im Laufe des Films durch den Dorfphilosophen mit der von Juan verglichen wird: Juans tödliche Verletzung in der Stierkampfarena kommt kurz nachdem der Geächtete von der Polizei erschossen wird.

## Veröffentlichung
Die Premiere von Blut und Sand fand am 22. August 1922 im Rialto Theater in Los Angeles statt. Der Film war ein Kassenschlager und gehörte zu den umsatzstärksten Filmen des Jahres 1922. Der Film half Valentino, zusammen mit Der Scheich und Die vier Reiter der Apokalypse (beide 1921), sich als Star zu etablieren und war einer der erfolgreichsten Filme seiner Karriere. „Meiner Meinung nach ist es das Beste, was er gemacht hat“, sagte Mary Pickford über Valentinos Darstellung, „und einer von Mr. Niblos besten Filmen. Es ist einer der wenigen Filme, die ich mir zweimal ansehen konnte und das zweite Mal mehr genoss als das erste Mal.“ In Deutschland war der Film erstmals am 17. Dezember 1922 zu sehen.

## Weitere Verfilmungen
Eine erste Version von Blut und Sand wurde 1917 unter der Regie von Blasco Ibáñez selbst mit Hilfe von Max André veröffentlicht. Diese Version wurde 1998 von der Filmoteca de la Generalitat Valenciana restauriert. 1941 entstand eine weitere Fassung von Rouben Mamoulian mit Tyrone Power, Linda Darnell und Rita Hayworth sowie 1989 von Javier Elorrieta mit Chris Rydell, Sharon Stone und Ana Torrent in den Hauptrollen.